# Boule de Suif
Boule de Suif és una pel·lícula francesa dirigida per Christian-Jaque, estrenada el 1945.

## Argument
Dos episodis de l'ocupació prussiana el 1870. La pel·lícula és una adaptació de dos contes de Guy de Maupassant: Boule de Suif i  Mademoiselle Fifi. Durant el viatge en diligència d'un grup atemorit d'habitants de Rouen, Élisabeth Rousset, coneguda com la "Boule de Suif", presta a aquestes persones un servei senyalitzat, però s'enfronta amb la seva estupidesa i la seva autosuficiència. Una mica més tard, Boule de Suif assassina el formidable tinent prussià a qui els seus amics havien sobrenomenat Fifi i que mostrava sense vergonya el seu gust pel saqueig i les seves inclinacions sàdiques.

## Repartiment
- Micheline Presle: Élisabeth Rousset, coneguda com "Boule de Suif"[2]
- Louis Salou: tinent prussià "Fifi"
- Berthe Bovy: Sra Bonnet
- Alfred Adam: Cornudet
- Jean Brochard: Auguste Loiseau
- Suzet Maïs: Sra. Loiseau
- Marcel Simon: el comte Hubert de Bréville
- Louise Conte: la comtessa de Bréville
- Pierre Palau: Edmond Carré-Lamadon
- Janine Viénot: Sra. Carré-Lamadon
- Jean Sinoël: Plantilla:M. Follviens, l'hostaler
- Gabrielle Fontan: Sra Follviens
- Berthe Tissen: la noia inconformista
- Mona Dol: la germana
- Roger Karl: coronel major
- Jim Gérald: Capità Von Kerfenstein
- Michel Salina: l'oficial músic
- Denis d'Inès: el capellà d'Uville
- Georges Tourreil: el líder dels francs-tireurs
- Marcel Mouloudji: un conformista
- Pierre Duncan: un inconformista
- Nicolas Bataille: un inconformista
- Albert Malbert: el cotxer
- Paul Faivre: Poitevin
- Robert Dalban: Oskar
- Howard Vernon: un prussià
- Marcel Rouzé: criat del senyor Poitevin
- Jean Werner: un prussià

## Producció
Boule de Suif és una pel·lícula molt patriòtica, feta durant l'Alliberament de França i que dista molt de desvincular-se del context. Un crític britànic va assenyalar el seu "sentit de l'humor, drama, sàtira i habilitat tècnica".

Segons Micheline Presle: 
| « | Louis Salou (que interpreta el tinent prussià) era un home molt fi i molt sensible. Em va haver de donar una doble bufetada i es va posar malalt. Li vaig suplicar que pegués fort. L'escena es va haver de repetir innombrables vegades perquè no podia ser violent. Quan ho va fer, estava lívid de pena. Vaig respondre escopint-li a la cara. Havíem preparat un bol d'ous batuts que ocupava el lloc de la saliva. Cada cop que el raig de clares d'ou (projectat fora del camp amb un bufador) li tocava la cara, tremolava. Quan va acabar l'escena, a Salou li corrien grans llàgrimes per les galtes. I molt tranquil·lament, amb la veu trencada, va repetir: "És terrible ser humiliat així per una dona." | » |